# Большевик (Узгенский район)
Большевик (кирг. Большевик) — село в Узгенском районе Ошской области Кыргызстана. Входит в состав Ак-Джарского аильного округа. Код СОАТЕ — 41706 255 804 04 0

## Население
По данным переписи 2023 года, в селе проживало 3 615 человек.